# Solfrid Koanda
Solfrid Eila Amena Koanda (Oulu, 13 novembre 1998) è una sollevatrice norvegese campionessa olimpica, mondiale ed europea attiva nelle categorie dei pesi massimi primi (fino a 81 kg.) e dei pesi massimi (fino a 87 kg.).

## Carriera
Nata in Finlandia da madre finlandese e padre ivoriano, all'età di nove anni Solfrid Koanda si trasferì con la sua famiglia in Norvegia, a Grimstad, acquisendone in seguito la cittadinanza.
Ha iniziato a sollevare pesi quando aveva già 21 anni, riuscendo però a diventare subito competitiva, arrivando al 2° posto ai Campionati nazionali norvegesi del 2020 nella categoria dei pesi massimi.
Svolgeva contemporaneamente il lavoro di elettricista, che ha poi lasciato definitivamente nel 2023 per dedicarsi a tempo pieno al sollevamento pesi.
Il suo debutto internazionale è avvenuto ai Campionati europei di Mosca 2021, terminando la competizione al 5° posto finale con 235 kg nel totale. Qualche mese dopo ha partecipato ai Campionati mondiali di Tashkent 2021, dove ha vinto la medaglia di bronzo con 244 kg nel totale.
L'anno seguente è stato quello della sua consacrazione, conquistando la medaglia d'oro sia ai Campionati europei di Tirana con 252 kg nel totale, sia ai Campionati mondiali di Bogotà con 260 kg nel totale.
Nel 2023 ha bissato la medaglia d'oro ai Campionati europei di Erevan con 270 kg nel totale, mentre ai successivi Campionati mondiali di Riad è finita fuori classifica, avendo fallito i tre tentativi nella prova di strappo, riuscendo, comunque, ad aggiudicarsi la prova di slancio.
Nel 2024 ha vinto un'altra medaglia d'oro ai Campionati europei di Sofia con 280 kg nel totale, partecipando, qualche mese dopo, alle Olimpiadi di Parigi 2024. In questa competizione olimpica Koanda è dovuta scendere alla categoria inferiore dei pesi massimi primi, in quanto quella dei pesi massimi non era nel programma olimpico, riuscendo a rientrare in tempo nel limite di peso (81 kg) e battendo la concorrenza con 275 kg nel totale, conquistando il titolo olimpico davanti all'egiziana Sara Ahmed (268 kg) e all'ecuadoriana Neisi Dajomes-Barrera (267 kg).